# Ponana curiata
Ponana curiata är en insektsart som beskrevs av Gibson 1919. Ponana curiata ingår i släktet Ponana och familjen dvärgstritar. Inga underarter finns listade i Catalogue of Life.